# Яблоновка (Чувашия)
Я́блоновка (чув. Улмаллӑ Ял) — деревня в Шемуршинском районе Чувашской Республики Российской Федерации. Входит в состав Чукальского сельского поселения.

## География
Деревня находится в юго-восточной части Чувашии, в пределах Чувашского плато, в зоне хвойно-широколиственных лесов, на правом берегу реки Белый Ключ, на расстоянии 35 км (примерно 24 километров по прямой) к юго-западу от Шемурши, административного центра района. Абсолютная высота — 212 метров над уровнем моря. Расстояние до столицы республики — города Чебоксары — 195 км, до железнодорожной станции 111 км. Деревня расположена у границ с Ульяновской областью и Республикой Татарстан.
Климат
Климат характеризуется как умеренно континентальный, с умеренно холодной снежной зимой и тёплым летом. Среднегодовая температура воздуха — 3,1 °С. Средняя температура воздуха самого тёплого месяца (июля) — 18,7 °C (абсолютный максимум — 37 °C); самого холодного (января) — −12,3 °C (абсолютный минимум — −42 °C). Среднегодовое количество атмосферных осадков составляет 530 мм..
Часовой пояс
Деревня Яблоновка, как и вся Чувашия, находится в часовой зоне МСК (московское время). Смещение применяемого времени относительно UTC составляет +3:00.

## История
Жители — до 1861 года помещичьи крестьяне Чуфаровых; занимались земледелием, животноводством, пчеловодством, отхожими промыслами: нанимались чернорабочими, плотниками. В начале XX века действовали 6 торгово-промышленных заведений, открыта земская школа. 

В 1930 году образован колхоз «Маяк революции». 

По состоянию на 1 мая 1981 года деревни Яблоновка и Никишино Первое образовывали колхоз «Волга»:107.
Исторические и прежние названия
Исторические названия: Яблонкое, Яблоновка (Чуфарова). 

Прежние названия: Яблонка (1856), Яблонское (1859), Улмаллă Хăва (1927).
Административно-территориальная принадлежность
В составе: Шамкинской волости Буинского уезда Симбирской губернии (до 27 июля 1920 года), Цивильского уезда Чувашской автономной области (до 5 октября 1920 года), Ибресинского района Цивильского уезда Чувашской АО (до 1921 года), Шамкинской волости Батыревского уезда (с 22 июня 1921 года до 1 октября 1927 годах), Шемуршинского района (с 1 октября 1927 года до 20 декабря 1962 годах), Батыревского района (до 14 марта 1965 года), Шемуршинского района (с 14 марта 1965 года):284. 

Сельские советы: Яблоновский (с 1 октября 1027 года), Никишинский (с 1 октября 1928 года):284.

## Население
| 2010 | 2012 |
| ---- | ---- |
| 107  | ↗130 |

Половой состав
По данным Всероссийской переписи населения 2010 года в гендерной структуре населения мужчины составляли 50,5 %, женщины — соответственно 49,5 %.
Национальный состав
Согласно результатам переписи 2002 года, в национальной структуре населения русские составляли 71 % из 157 чел.

## Инфраструктура
Функционирует ООО «Агросервис» (по состоянию на 2010 год). Имеются фельдшерский пункт, магазин.
Памятники и памятные места
«Памятник воинам-землякам, погибшим за нашу Родину в Великой Отечественной войне».

## Прочее
В целях сохранения уникального участка луговой степи в естественном состоянии, сохранения видов животных и растений, занесённых в Красную книгу Чувашской Республики и поддержания экологического баланса в 2012 году создан государственный природный заказник регионального значения «Яблоновка» (три участка юго-восточнее деревни общей площадью 48,0 га).